# De Materie

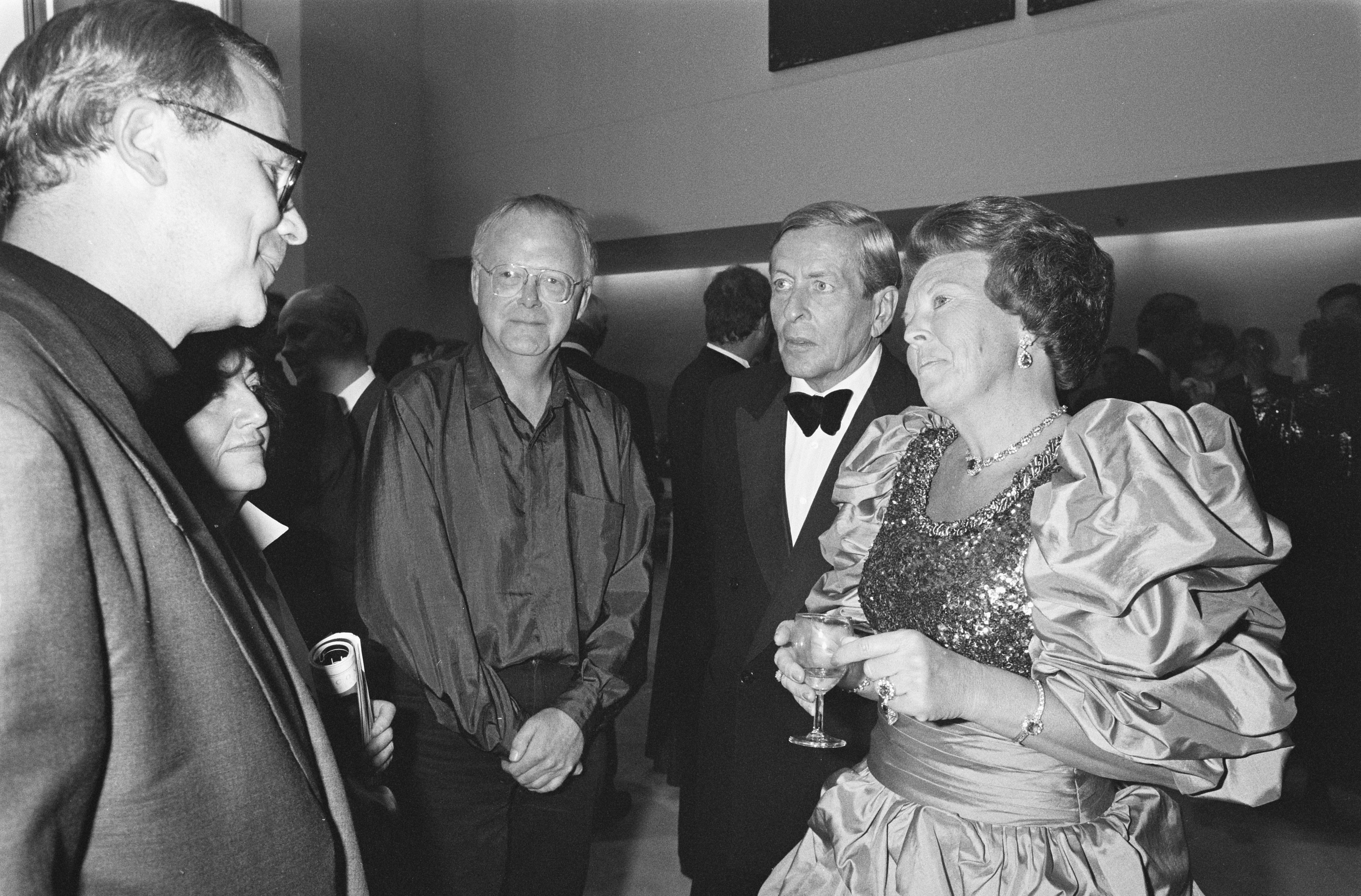
Eerste uitvoering van De Materie (Muziektheater Amsterdam, 1989), met regisseur Robert Wilson, Louis Andriessen en koningin Beatrix

De Materie is het magnum opus van de Nederlandse componist Louis Andriessen, waaraan hij werkte in de periode van 1984 tot 1988. In dit werk voor koor en orkest onderzoekt de componist hoe de geest de materie beïnvloedt en andersom. Het werk bestaat uit vier delen:
- Part I
- Hadewijch
- De Stijl
- Part IV

Voor deze vier delen koos Andriessen beslissende momenten uit de Nederlandse cultuurgeschiedenis: het Plakkaat van Verlatinghe, waarmee de Staten-Generaal zich in 1581 onafhankelijk verklaarden van de koning van Spanje; het zevende visioen van de 13e-eeuwse mystica Hadewijch; de abstracte schilderkunst van Piet Mondriaan; en laat-19e-eeuwse teksten over liefde, dood en wetenschap van onder meer Tachtigers-dichter Willem Kloos. Het werk zit vol verwijzingen naar oude muzikale vormen en technieken die telkens op eigentijdse wijze worden verwerkt.

## Uitvoeringen
De wereldpremière werd geleid door dirigent Reinbert de Leeuw die het werk uitvoerde met De Nederlandse Opera in het Muziektheater, Amsterdam op 1 juni 1989 met als solisten James Doing, Wendy Hill, Beppie Blankert en Marjon Brandsma. In de Verenigde Staten werd het tweede deel 'Hadewijch' uitgevoerd tijdens het Tanglewood Festival in 1994, terwijl het complete werk daar haar eerste uitvoering in 2004 kreeg in het Lincoln Center, New York. In Engeland beleefde 'Hadewijch' haar première tijdens het Huddersfield Festival in 1993 en het complete werk tijdens het Meltdown Festival in 1994. In Nederland stond in mei 2008 het complete werk na 15 jaar weer op het programma van het Asko Ensemble en Schönberg Ensemble o.l.v. Reinbert de Leeuw, met Beppie Blankert (spreekstem) en Christopher Gillett (tenor).
De recentste uitvoeringen vonden plaats op 5 april 2017 (Amsterdam, Muziekgebouw aan 't IJ, World Minimal Music Festival) en 8 april 2017 (Den Haag, Koninklijk Conservatorium). Uitvoerenden: Kristina Bitenc (sopraan), Georgi Sztojanov (tenor), Nina van Essen (spreekstem) en
Elsie de Brauw (spreekstem), Asko Schönberg en Ensemble Academie (Conservatoriumstudenten) o.l.v. Reinbert de Leeuw

## Opnames
Nonesuch 7559-79367-2: Susan Narucki, James Doing, Cindy Oswin, Gertrude Thoma; leden van het Nederlands Kamerkoor; Schönberg Ensemble; Asko Ensemble; o.l.v. Reinbert de Leeuw